# ラブ・アゲイン (1998年のテレビドラマ)
『ラブ・アゲイン』は、TBS系列で1998年4月16日 - 6月11日に放送されたテレビドラマ。当初全11回の予定だったが、平均7.9%という低視聴率に伴い9回に短縮された。

## あらすじ
東京都内の乗馬クラブ「グリーンクラブ」に務める大垣裕太は、7年前に幼馴染みの有田美月に愛を告白したが、その日に裕太の1歳年下の弟が事故死、それが原因で裕太は美月への思いを捨てて彼女の前から姿を消した。それでも美月は裕太への愛は消えずにいたが、吉野光一とお見合いし、その末に光一との結婚を決意。そして裕太は7年ぶりに美月と再会するが、美月の婚約を知って激しく動揺するのだった。

## キャスト
- 大垣裕太〈29〉：渡部篤郎
グリーンクラブに勤務する厩務員。真面目で実直な性格。美月と再会するが彼女が婚約中と知って激しく動揺する。そんな折、香織に恋心を持たれてアプローチされる。
- 吉野美月〈27〉：石田ひかり
裕太の幼馴染み。純粋で心優しいものの、一方で意外な激しさを心の中に秘めているというような性格。光一とお見合いの末、結婚を決意するが、かつては優太との結婚を夢見ていた。
- 吉野光一〈28〉：武田真治
「ジュエリー・ヨシノ」の専務。仕事や職場だけでなく、両親に対しても冷徹な態度を見せている。
- 楠本香織〈21〉：菅野美穂
乗馬クラブで裕太の同僚。美月の結婚式の日に裕太を追って交通事故に遭い、右足が不自由になる。
- 今井久子：濱田マリ
- 望月涼子：立河宜子
- 上岡信彦：大河内浩
- 勝田博子：街田しおん
- 瀬尾竜二：大山健
- 真壁豊：志ガヤ一馬
- 楠本隆史〈34〉：杉本哲太
裕太の先輩で、香織の兄。香織のことを何よりも心配する。そして香織の、裕太に対する気持ちを知る。
- 有田瑞穂：深水三章
- 有田文枝：内田あかり
- 吉野重治〈56〉：鶴田忍
光一の父。「ジュエリー・ヨシノ」の社長だが、何故か光一には逆らえずにいる。
- 吉野澄子〈52〉：江波杏子
光一の母。自らの家柄を重んじており、そのため嫁となる美月には厳しい態度で接する。

（出典：）

## テーマ曲
- 主題歌「There will be love there -愛のある場所-」the brilliant green
- 挿入歌「Don't Go Away」oasis

## スタッフ
- 脚本：いとう斗士八、小野沢美暁
- 音楽：笹路正徳、藤井理央
- プロデュース：西口典子
- 演出：山田髙道、新城毅彦、倉貫健二郎
- 制作：ドリマックス・テレビジョン、TBS

## サブタイトル
| 回数  | サブタイトル     | 放送日         | 脚本         | 演出       | 視聴率 |
| ----- | ---------------- | -------------- | ------------ | ---------- | ------ |
| 第1回 | わたしを奪って！ | 1998年 4月16日 | いとう斗士八 | 山田髙道   | 9.5%   |
| 第2回 | わたしを助けて！ | 4月23日        | いとう斗士八 | 新城毅彦   | 8.3%   |
| 第3回 | 想い出を返して   | 4月30日        | いとう斗士八 | 倉貫健二郎 | 6.6%   |
| 第4回 | 今だけ抱きしめて | 5月07日        | 小野沢美暁   | 新城毅彦   | 7.2%   |
| 第5回 | 傷だらけの悪魔   | 5月14日        | 小野沢美暁   | 山田髙道   | 7.5%   |
| 第6回 | 夫に犯される日   | 5月21日        | いとう斗士八 | 倉貫健二郎 | 8.0%   |
| 第7回 | 今、始まる二人   | 5月28日        | 小野沢美暁   | 新城毅彦   | 7.3%   |
| 第8回 | 命がけの逆襲     | 6月04日        | 小野沢美暁   | 新城毅彦   | 7.7%   |
| 第9回 | 愛のある場所     | 6月11日        | いとう斗士八 | 山田髙道   | 9.0%   |